# Ясьоново (гміна Штабін)
Ясьоново (пол. Jasionowo) — село в Польщі, у гміні Штабін Августівського повіту Підляського воєводства.
Населення — 187 осіб (2011).
У 1975—1998 роках село належало до Сувальського воєводства.

## Демографія
Демографічна структура станом на 31 березня 2011 року:
|          | Загалом | Допрацездатний вік | Працездатний вік | Постпрацездатний вік |
| -------- | ------- | ------------------ | ---------------- | -------------------- |
| Чоловіки | 109     | 24                 | 68               | 17                   |
| Жінки    | 78      | 12                 | 41               | 25                   |
| Разом    | 187     | 36                 | 109              | 42                   |